# Чуйская долина

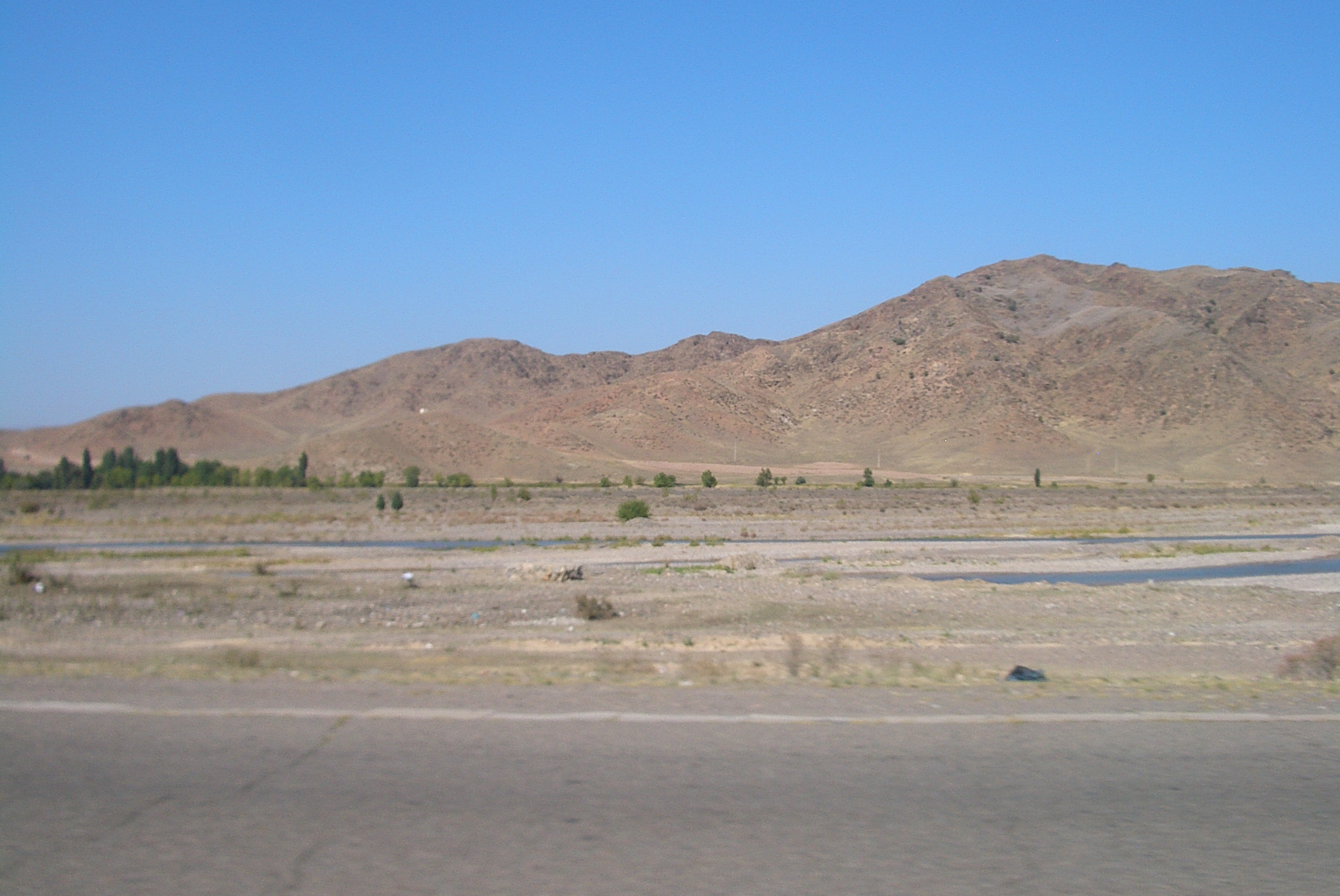
В юго-восточной части Чуйской долины (к востоку от г. Токмак)

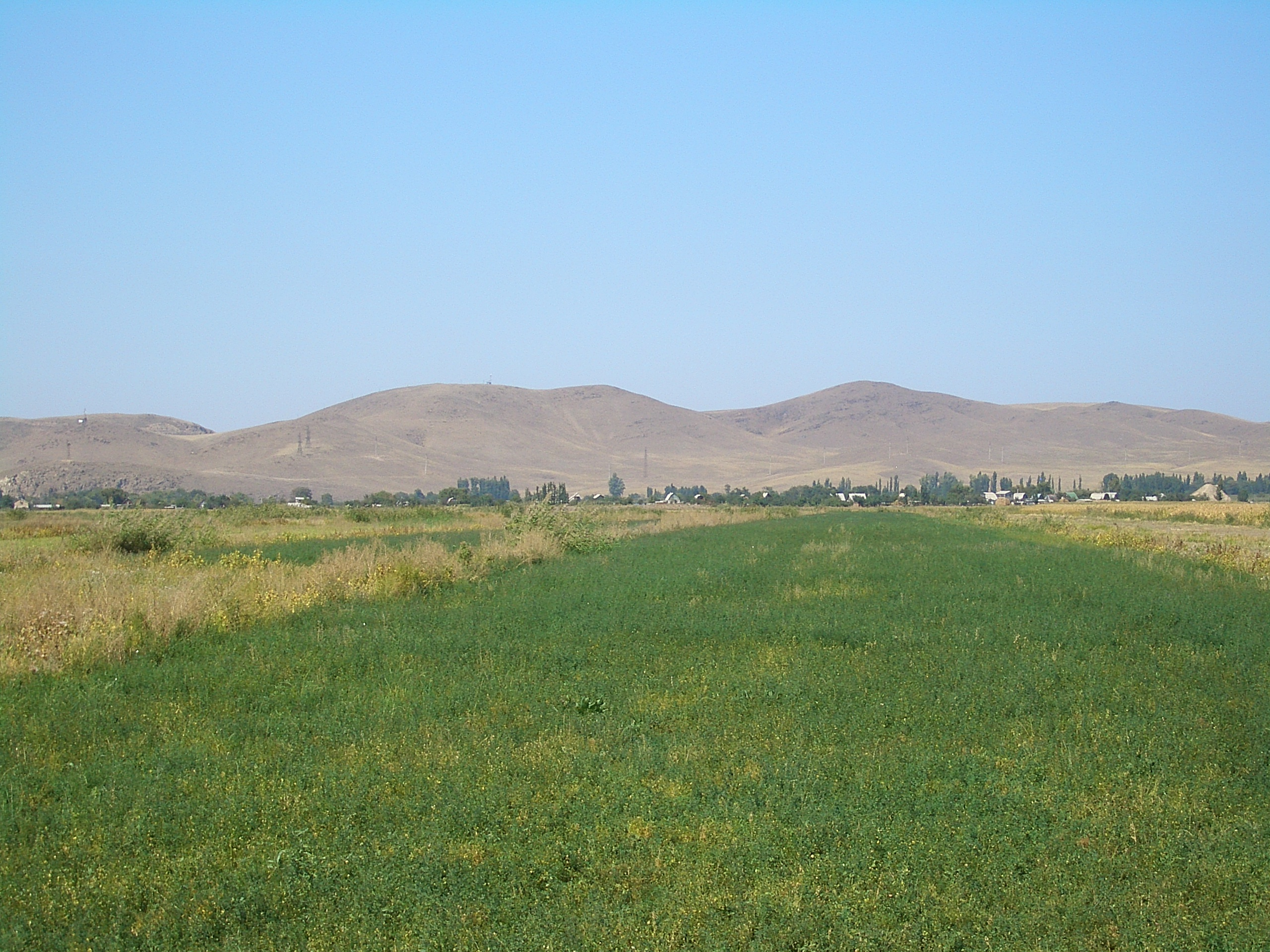
Орошаемые поля у села Милянфан в Чуйской обл. Кыргызстана. Холмы на горизонте — уже на северной стороне реки, в Жамбылской области Казахстана

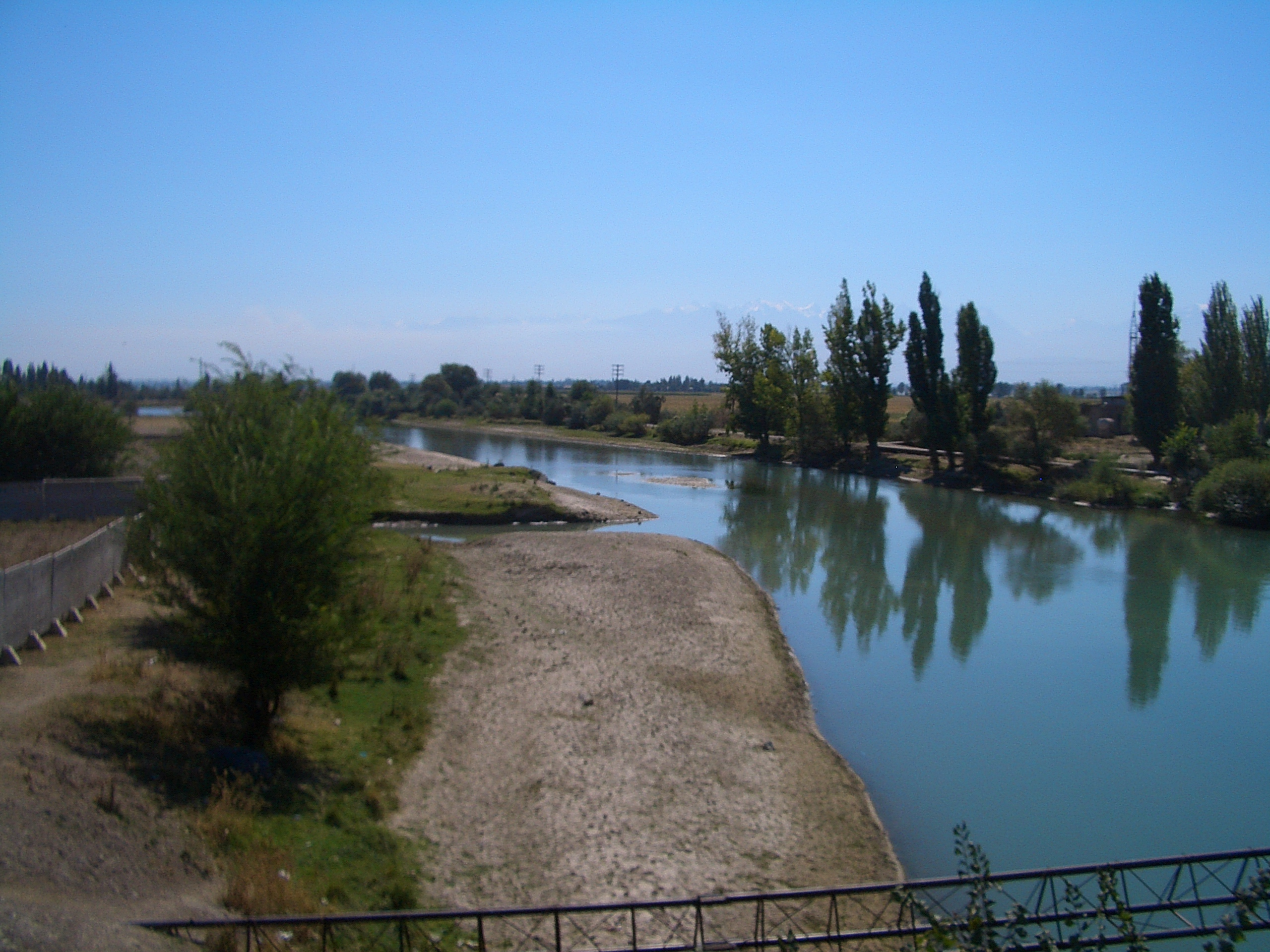
На Чу у Кордайского КПП (Киргизско-казахстанская граница)

Чу́йская доли́на (каз. Шу аңғары, кирг. Чүй өрөөнү) — тектоническая впадина в среднем течении реки Чу, от Боомского ущелья до восточной окраины песков Мойынкум, ограниченная Чу-Илийскими горами и Киргизским Ала-Тоо. Восточная часть (до реки Аспара) — в пределах Кыргызстана (Чуйская область), остальная — на территории Казахстана (Жамбылская область).
Длина около 250 км, ширина от 10-15 км на юго-востоке и до 100 км на северо-западе. Высота над уровнем моря 500—1300 м.

## Физико-географическая характеристика
В геологическом отношении — синклинальный прогиб, выполненный мезо-кайнозойскими рыхлыми и слабоцементированными отложениями, которые сверху прикрыты глинистыми, песчано-галечниковыми наносами реки Чу и её левых притоков. Климат континентальный, с жарким сухим летом, умеренно холодной зимой. Осадков 250—500 мм в год, выпадают главным образом весной. Безморозный период — до 180 дней.
Основная водная артерия — река Чу. Долина богата и подземными водами. Естественные ландшафты — полупустыни и сухие степи на серозёмных и серо-бурых почвах — сильно преобразованы, на орошаемых землях — культурные ландшафты. Изрезана сложной системой ирригационных каналов, созданы многочисленные пруды и водохранилища. Основой ирригационной системы Чуйской долины является Большой Чуйский канал.

## Социально-экономическое значение
Чуйская долина — это густонаселённая часть Кыргызстана с развитым промышленным и сельскохозяйственным производством. Основные культуры земледелия: сахарная свёкла, зерновые, кормовые, овощные; основные отрасли животноводства: скотоводство, свиноводство, птицеводство, овцеводство. В Чуйской долине расположена столица Кыргызстана — Бишкек, города Токмак, Кара-Балта, Кант, Шопоков, райцентр Беловодское (Ак-Суу), многочисленные сёла, а также развалины древних городищ: Бурана (Баласагун), Шиш-Дёбё, Сарыг, Суяб, Невакет, Карран-Жуван и другие.

## Чёрная смерть
Чёрная смерть, крупнейшая пандемия в нашей истории, была вызвана бактерией Yersinia pestis и продолжалась в Европе между 1346 и 1353 годами. В Кара-Джигаче и Буране в Чуйской долине, недалеко от озера Иссык-Куль, эпидемия опустошила местное торговое сообщество в 1338 и 1339 годах. Надгробия с надписями на сирийском языке, свидетельствуют о том, что люди умерли в те годы от неизвестной эпидемии или «чумы». Анализ ДНК из человеческих останков показал, что погребённые в иссык-кульских захоронениях умерли от того самого исходного штамма чумы, который и стал причиной Чёрной смерти. Современные штаммы, наиболее тесно связанные с древним штаммом, сегодня обнаруживаются в резервуарах чумы вокруг гор Тянь-Шаня. У чумных иссык-кульцев определили митохондриальные гаплогруппы H2a2a1, HV2a2, T1a1b1, B4c1a2 и Y-хромосомные гаплогруппы Q1a2a1c (Q-L334, Q-L330) и R1b (R1b1a1a-PF6475/P297, R1b1a1a2-M269).

## Производство конопли
Чуйская долина — место массового произрастания дикой конопли с ярко выраженными психотропными свойствами. Занимает около 140 тысяч га, что позволяет ежегодно собирать до 5 тысяч тонн марихуаны.